# スクールガール・セレナーデ 桂華學女小夜曲
『スクールガール・セレナーデ 桂華學女小夜曲』は、日本テレビ開局35年記念番組ドラマスペシャルとして、同系で1988年11月11日（金曜）21：00～22：52に放送されたテレビドラマである。 
原作は林えり子の『日本女子大桂華寮』。大正から昭和にかけて女子大の寮の寮長を中心に、女性の自立と時代の動きに巻込まれていく卒業生を描いたドラマ。

## ストーリー
大正7年、日本女子大学の新入生、柏木志津は学園生活を謳歌していた。大正11年、卒業の時に校長や吉崎先生に請われ、桂華寮の寮長となる。その年、恩田ら5人の学生が入寮する。大正15年、恩田らは卒業し、自立を目指していくが、時代は徐々に変化していく。

## キャスト
- 柏木志津 - 浅野温子：日本女子大学の卒業生。桂華寮の寮長になる。
- 恩田トミエ - 菊池桃子：桂華寮生。卒業後、反体制運動にのめり込む。
- 向井玲子 - 大西結花：桂華寮生。卒業後、出版社に就職する。
- 山岸章子 - 早瀬優香子：桂華寮生。卒業後、出版社に就職する。
- 兵藤典子 - 河合美智子：桂華寮生。学者志望。
- 沢田加代 - 相楽晴子：桂華寮生。家が貧しく学費を納め続けるのが困難。
- 島津正之 - 三上博史：司郎の友人。
- 柴田 - 川谷拓三：日本女子大学の校長。
- 吉崎せい - 久我美子：日本女子大学の先生。志津の恩師。
- 吉岡司郎 - 小木茂光：志津の許嫁。帝大生。反体制運動にのめり込む。

他

## スタッフ
- プロデューサー：松村あゆみ/中沢敏明/今野勉/上村喜一
- 脚本：筒井ともみ
- 演出：渡辺えり子